# Cultura wankarani
La cultura Wankarani es una cultura arqueológica que se desarrolló en el norte del Lago Poopó, en el actual Departamento de Oruro, Bolivia, en una meseta a más de 4.000 metros sobre el nivel del mar. Tuvo  el periodo Formativo andino entre el 2500 a. C. y el 200 d. C., se caracterizó por la construcción de aldeas, con artificiales con sus características viviendas de planta circular, también es conocida por su sistema económico basado principalmente en las tareas de pastoreo de camélidos, situación que los llevó probablemente a considerar a la llama como una deidad, creencia que fue plasmada en la esculturas líticas de camélidos.

## Descripción

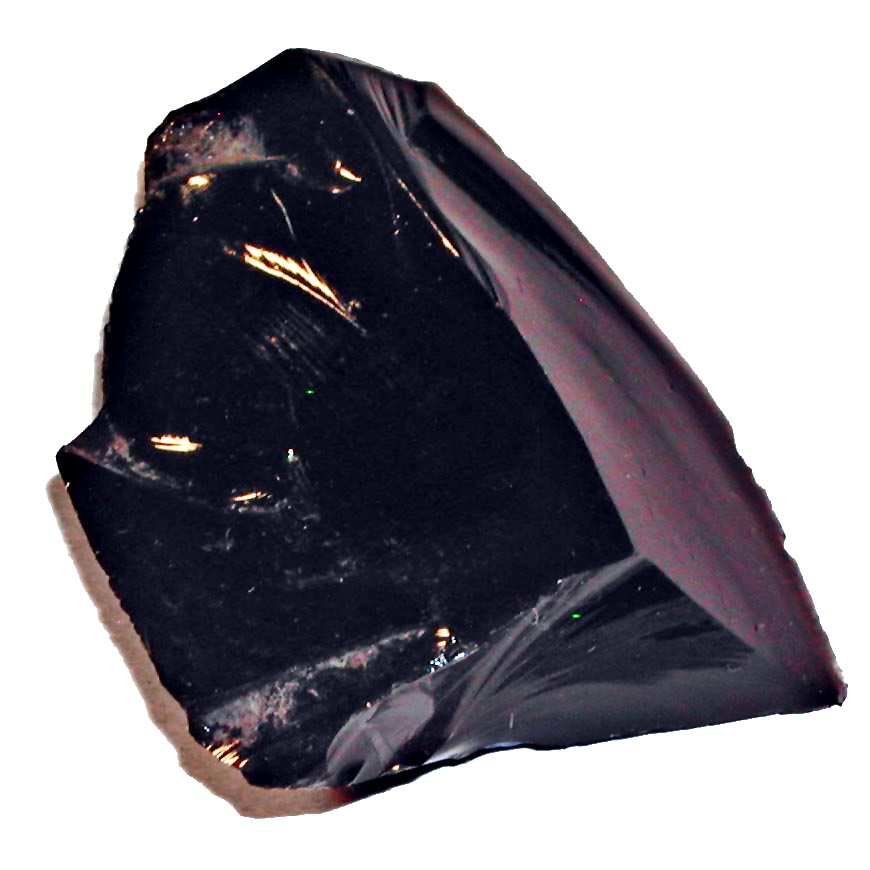
Lasca de obsidiana.

Esta cultura también era conocida con otros nombres como Belén o también llamada  la Cultura de los Túmulos.
Consta con 17 sitios arqueológicos, compuestos por aldeas reducidas carentes de centro ceremonial.
Wankarani consta de un montículo que tiene un diámetro de 75 metros. Sobre el cual se alzan un centenar de casas. Estas son en su mayoría de la planta circular con cimientos de piedra y muros de barro. Algunos de estos montículos, como el de Kella-Kollu, están circundados por cimientos de piedra.
Esta cultura conocía y practicaba la fundición del cobre y usaba la obsidiana para fabricar puntas de flechas, obtenidas de la canteras de Querimita.
Los antiguos habitantes de esta cultura, practicaron deformaciones craneanas del carácter tubular, por medio de dos tablas al cual los niños eran atados. Esta deformación se caracterizaba por tener el hueso craneano hacia atrás; o la deformación anular con anillos metálicos atados en la cabeza de los niños, teniendo el hueso craneano hacia arriba.
El museo antropológico de Oruro alberga una variedad de piezas arqueológicas de la cultura Wankarani, Chipaya, entre otras. Los cráneos que se encuentran en el museo corresponden a la cultura Wankarani y las piezas fueron encontradas a fines de la década del 70 del siglo pasado, por el sector de Jiquilla, a 20 kilómetros aproximadamente al sur de la ciudad de Oruro. Otras en las zonas de Uspa K’ollo, Sevaruyo, más al sur de la ciudad de Oruro. Hay otra deformación craneana que fue hallada en la misma zona del museo en 1985.
Las esculturas líticas representadas mediante cabezas clavas de piedra tienen tres tipos de tallado, una naturalista, cuyos rasgos no son tan definidos; la segunda es el geométrico con una mejor elaboración en sus formas, y una tercera es abstracta que pierde su dimensión en el hocico. La llama era el animal más representado por esta cultura, debido a todos los beneficios que les daba. Pero también se encuentran otras especies, como los pumas, lagartos y la taruca, una especie de venado andino, extinguido en nuestros días.
Según el estudioso López Rivas, la importancia de los camélidos fue fundamental para el sedentarismo en el altiplano y la economía Wankarani. Por tal razón la llama fue ritualizada y representada en piedra.

## Cerámica
La cerámica es lisa, pulida a espátula y muy fina. Son característica de la cultura de Wankarani, una serie de esculturas en piedra que representan cabezas de auquénidos con una espiga, que al parecer permitía empotrarlas en el suelo.